# Courtisane

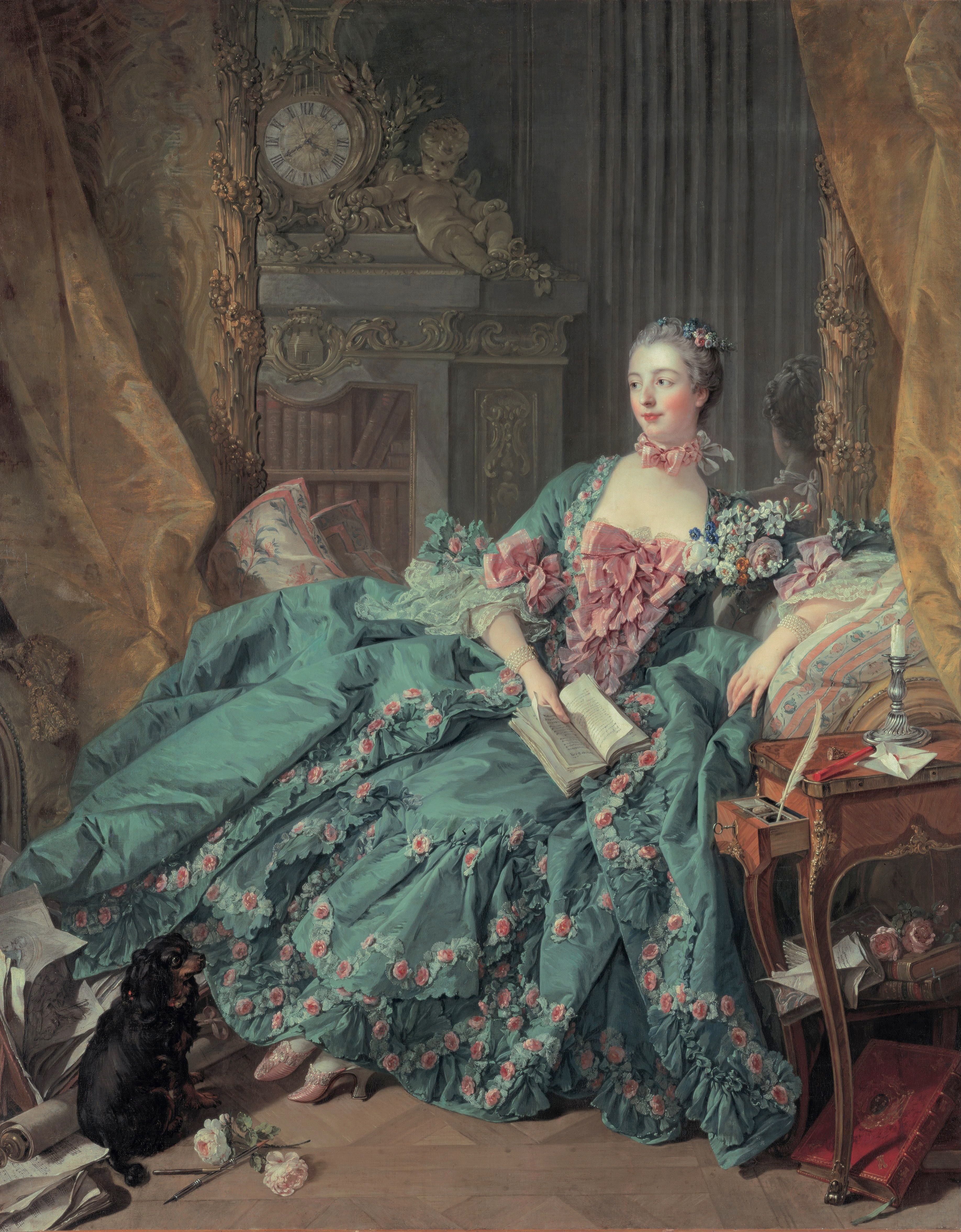
Madame de Pompadour, een beroemde courtisane en minnares van Lodewijk XV

Een courtisane (van het Frans: letterlijk hovelinge) was een hofdame, maar de term kreeg al vroeg de bijbetekenis van minnares van een vorst of hooggeplaatst hoveling, en bij uitbreiding ook van andere personen uit hogere kringen. In het 19e-eeuwse Frankrijk en tijdens de Tweede Republiek (1848-1852) werd de term overgenomen voor een voorname demi-mondaine: een vrouw van lichte zeden die zich in hogere kringen begaf, en die wegens haar beschaafde omgangsvormen en elegantie aan het hof geaccepteerd werd.
Er waren prostituees voor de lagere klassen, in de volksmond hoer genoemd. Voor de hogere klassen waren er courtisanes. Deze kregen vaak een huis en juwelen en werden meegenomen naar een belangrijk diner of banket. Als een vrouw geen familie meer had en ook niet getrouwd was, dan kon zij ervoor kiezen om courtisane te worden, zodat zij in ieder geval in haar bestaan kon voorzien. Enige uiterlijke kwaliteiten waren daarbij behulpzaam, alsmede enige opleiding en kennis van politiek.